# Žabakor
Žabakor je přírodní rezervace ve Středočeském kraji v okrese Mladá Boleslav. Nachází se v katastrálních územích obcí Březina a Žďár. Jádrem rezervace je rybník Žabakor napájený potokem Žehrovka, ale patří k ní také menší rybník Oběšenec v oddělené části chráněného území. Rezervace s celkovou rozlohou 80,38 hektarů je významnou botanickou a ornitologickou lokalitou. Přírodní rezervace je součástí chráněné krajinné oblasti Český ráj.

## Poloha

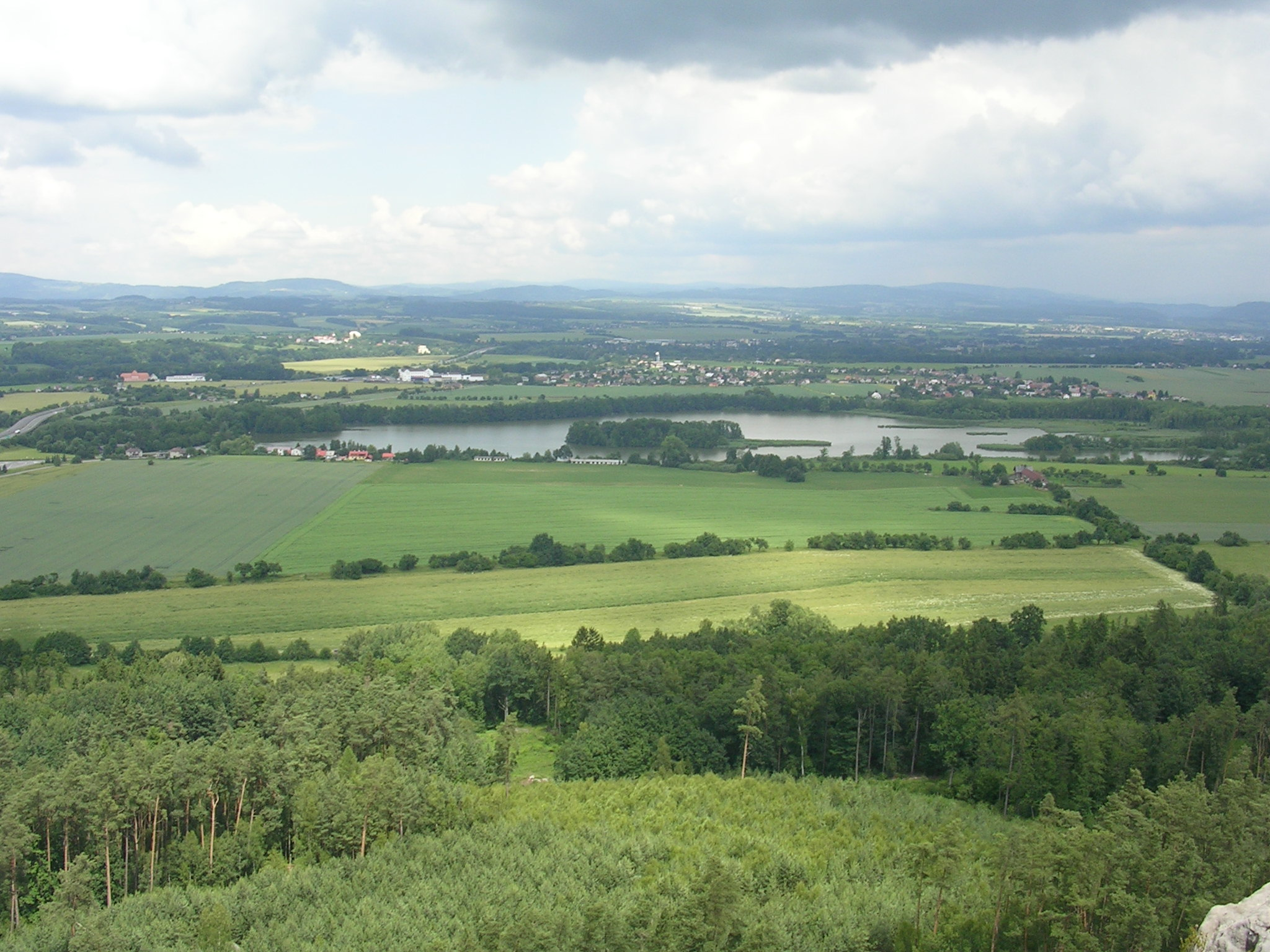
Pohled z Příhrazských skal

Rybník leží v nadmořské výšce 240 m mezi vesnicemi Březina, Doubrava a Žďár (na katastrálním území Březiny). Na západní straně v blízkosti rybníka prochází dálnice D10 a silnice II/610. Okolí rybníka je tvořeno rovinatými mokřinami a loukami. Kilometr směrem k jihu se zvedají Příhrazské skály.

## Historie
Rybník Žabakor (dříve Žabykor) byl založen pravděpodobně v 16. století a je největším rybníkem v chráněné krajinné oblasti Český Ráj. Okolnosti vzniku rybníka nejsou známé.
Rybník byl během své historie přinejmenším dvakrát dlouhodobě vypuštěn. Poprvé se tak stalo ve druhé polovině 18. století, ale zřejmě kvůli tomu, že půda nebyla vhodná pro zemědělské využití, byl poměrně brzy obnoven. Podruhé se tak stalo koncem 19. století, ale napuštěn byl znovu již roku 1899. Žďárský a Žehrovský rybník, výše proti toku Žehrovky, po svém vypuštění již obnoveny nebyly.
K plavbám na lodičkách a lovu kachen jej využívala rodina Rohanů - majitelů nejenom rybníka, ale celého zdejšího Svijanského panství. Na hlavním ostrově Velký Hladov dokonce nechal hrabě Rohan vybudovat park. K ostrovu se dalo dostat suchou nohou po navršené hrázi definitivně zaniklé v průběhu 60. let 20. st.
Více než 100 let je sledován ornitology. Tvar a velikost rybníka se vyvíjí. Potok Žehrovka, napájející Žabakor, původně protékal rybníkem, nyní voda potoka částečně rybník míjí korytem na severní straně. Ještě v padesátých letech byl rybník mnohem menší a jeho povrch pokrývaly lekníny do té míry, že se přes něj téměř nedalo projet loďkou. Od roku 1998 je spolu se sousedním menším rybníkem Oběšenec chráněnou přírodní rezervací.

## Fauna
V rezervaci bylo zjištěno 25 druhů vodních měkkýšů včetně dvou druhů ohrožených mlžů: hrachovky Pisidium amnicum a okružanky Sphaerium nucleus.

## Ptactvo
K nejzajímavějším pozorovaným ptákům patří moudivláček lužní (Remiz pendulinus), sibiřský druh budníčka pruhohlavého (Phylloscopus inornatus), dále cvrčilka slavíková (Locustella luscinioides), žluva hajní (Oriolus oriolus), chřástal kropenatý (Porzana porzana) a moták pochop (Circus aeruginosus). Z protahujících druhů pak potáplice severní (Gavia arctica), hohol severní (Bucephala clangula), orlovec říční (Pandion haliaetus), zrzohlávka rudozobá (Netta rufina) nebo hoholka lední (Clangula hyemalis). Okolí rybníka je lovištěm výrů (Bubo bubo), čápů (Ciconia ciconia), volavek (Ardea cinerea), jestřábů (Astur gentilis) nebo krkavcovitých (Corvidae).
Od roku 1961 zde byl stále častěji pozorován orel mořský (Haliaeetus albicilla), k prvnímu zahnízdění pak došlo v roce 2000. Dospělá samice tohoto dravce zde byla roku 1998 postřelena myslivci při lovu kachen.